# Справжні коники
Коники справжні (Tettigoniidae) — родина прямокрилих комах. Її класифікують як єдину сучасну родину надродини Tettigonioidea, до якої відносять понад 6400 видів даних комах. Вагомий внесок у вивчення комах цієї групи зробив Г. Я. Бей-Бієнко.

## Місця проживання
Поширені на всіх континентах, окрім Антарктиди. Природними місцями проживання більшості видів справжніх коників служать нерозорані ділянки — луки, степи, пустелі, чагарники, узлісся, галявини, рідколісся.

### У пустелях США та Мексики
На початку 2025 року, згідно з результатами дослідження, яке було опубліковане в науковому журналі ZooKeys, науковці Ентомологічного музею штату Міссісіпі (США) відкрили 16 нових видів пустельних коників у США та Мексиці, що підтверджує ізоляційні процеси та видоутворення в еволюції цих комах, спричинені льодовиковим періодом. До цього відкриття було відомо лише три види роду Agroecotettix. ДНК-аналіз, що проводиться у співпраці з Мічиганським університетом, дозволить оцінити, коли саме відбулося розділення видів. Проєкт фінансується Національним науковим фондом і є частиною більш ширших досліджень, зокрема вивчення різноманітності коників підродини Melanoplinae.

### В Україні
На схилах Кримських і Карпатських гір України коники справжні нерідко розмножуються до господарсько відчутної чисельності. Влітку коники мігрують на посіви сільськогосподарських культур, яким можуть завдавати чималої шкоди.

## Опис
Завдовжки — до 10 см. Забарвлення переважно зеленувате.
Голова спереду звичайно з добре відособленою, стислою з боків вершиною тімені. Вусики щетиноподібні, довші за тіло. Передньоспинка з пласким або опуклим верхом — диском і пласкими, опущеними донизу бічними лопатями; диск нерідко із серединним кілем.
Орган слуху розташований на гомілках передніх ніг.
Надкрила самця з органом стрекотіння, який розташований у їх основи і складається з дзеркальця — прозорої резонуючої мембрани, більш розвиненої на правому надкрилі, і стридуляційної частини — видозміненої передньої анальної жилки, яка на лівому надкрилі знизу зазубрена. Ліве надкрило завжди лежить зверху правого.
Яйцеклад самки стиснутий з боків, шаблеподібний або мечоподібний.
Формула лапок 4-4-4.

## Харчування
Більшість коників харчуються рослинною їжею, тобто є повністю рослиноїдними. Деякі мають змішане харчування, зустрічаються і справжні хижаки. Окремі види досить сильно шкодять сільськогосподарським культурам та деревним породам.

### Шкода сільському господарству
Коники справжні можуть пошкоджувати сільськогосподарські культури. Особливо сильно через них потерпають невеликі виноградники, сосна, тютюнові плантації, плодові, пшениця, ячмінь, овес тощо.
Окремі види відкладають яйця в молоді пагони дерев, що призводить до усихання пагонів, а також є переносниками плодової гнилі на яблуках та айві.